# Beata Maciejewska (polityk)
Beata Monika Maciejewska (ur. 13 sierpnia 1968 w Gdańsku) – polska działaczka polityczna i społeczna, publicystka, posłanka na Sejm RP IX kadencji, od 2021 do 2023 wiceprzewodnicząca Nowej Lewicy.

## Życiorys
Absolwentka III Liceum Ogólnokształcącego w Gdyni oraz skandynawistyki na Uniwersytecie Gdańskim (1995). Zawodowo zajmowała się dziennikarstwem, publikowała w „Gazecie Wyborczej”, „Newsweeku” i prasie kobiecej. Dołączyła do ugrupowania Zieloni 2004. Jako jego przedstawicielka w wyborach w 2005 kandydowała do Sejmu z listy Socjaldemokracji Polskiej.
Należała do fundatorów Zielonego Instytutu. Założycielka Fundacji Przestrzenie Dialogu, stanęła na czele jej zarządu. Współtworzyła programy szkoleniowe, m.in. na rzecz aktywizacji kobiet z małych miejscowości czy warsztaty równościowe dla mediów lokalnych oraz pracowników administracji publicznej. Autorka lub współautorka publikacji: Jak pisać i mówić o dyskryminacji. Poradnik dla mediów, Pomorze – kurs na równość, Zrównoważony rozwój metropolii Silesia oraz Polka Powiatowa i zielona modernizacja. Przewodniczyła jednemu z zespołów przy pełnomocniku rządu do spraw równego traktowania, gdy funkcję tę pełniła Małgorzata Fuszara. Była pełnomocniczką do spraw zrównoważonego rozwoju w słupskim urzędzie miejskim w okresie prezydentury Roberta Biedronia, kierowała tam też jego gabinetem.
W 2019 dołączyła do tworzonej przez byłego prezydenta Słupska partii Wiosna. W maju tegoż roku otwierała gdańską listę kandydatów ugrupowania w wyborach europejskich. W wyborach parlamentarnych w październiku 2019 uzyskała mandat posłanki na Sejm RP IX kadencji. Startowała z pierwszego miejsca listy Sojuszu Lewicy Demokratycznej (w ramach porozumienia partii lewicowych) w okręgu gdańskim, otrzymując 23 319 głosów. Objęła funkcję wiceprzewodniczącej klubu parlamentarnego Lewicy. Została członkinią Komisji do Spraw Energii i Skarbu Państwa oraz Komisji Gospodarki i Rozwoju, a także przewodniczącą Parlamentarnego Zespołu ds. Legalizacji Marihuany oraz Parlamentarnego Zespołu na rzecz Ochrony Zwierząt Hodowlanych. W czerwcu 2021, po rozwiązaniu Wiosny, została członkinią Nowej Lewicy; objęła funkcję wiceprzewodniczącej tego ugrupowania.
W sierpniu 2023 media ujawniły, że w maju tego samego roku została zawieszona w prawach członka Nowej Lewicy, a do prokuratury skierowano zawiadomienie związane z jej wypowiedziami sprzed dwóch lat, które nagrywał ówczesny dyrektor jej biura poselskiego. Przed wyborami w 2023 nie została umieszczona na listach wyborczych Nowej Lewicy. W sierpniu tegoż roku zrezygnowała z członkostwa w partii i nawiązała współpracę z ugrupowaniem Nowa Demokracja – Tak; wystąpiła także z Koalicyjnego Klubu Parlamentarnego Lewicy, kończąc kadencję jako posłanka niezrzeszona. Nie wystartowała w wyborach parlamentarnych w tym samym roku. W 2024 prokurator Prokuratury Rejonowej Gdańsk-Wrzeszcz umorzył postępowanie w tej sprawie wobec braku znamion przestępstw, uznając przy tym przedstawione nagrania – zgodnie z informacjami przedstawionym przez media – za zmanipulowane i niewiarygodne.

## Wyniki w wyborach ogólnopolskich
| Wybory | Komitet wyborczy | Komitet wyborczy             | Organ                            | Okręg | Wynik          |
| ------ | ---------------- | ---------------------------- | -------------------------------- | ----- | -------------- |
| 2005   |                  | Socjaldemokracja Polska      | Sejm V kadencji                  | nr 26 | 1245 (0,34%)   |
| 2019   |                  | Wiosna Roberta Biedronia     | Parlament Europejski IX kadencji | nr 1  | 23 999 (2,90%) |
| 2019   |                  | Sojusz Lewicy Demokratycznej | Sejm IX kadencji                 | nr 25 | 23 319 (4,41%) |